# Almbruderschaft

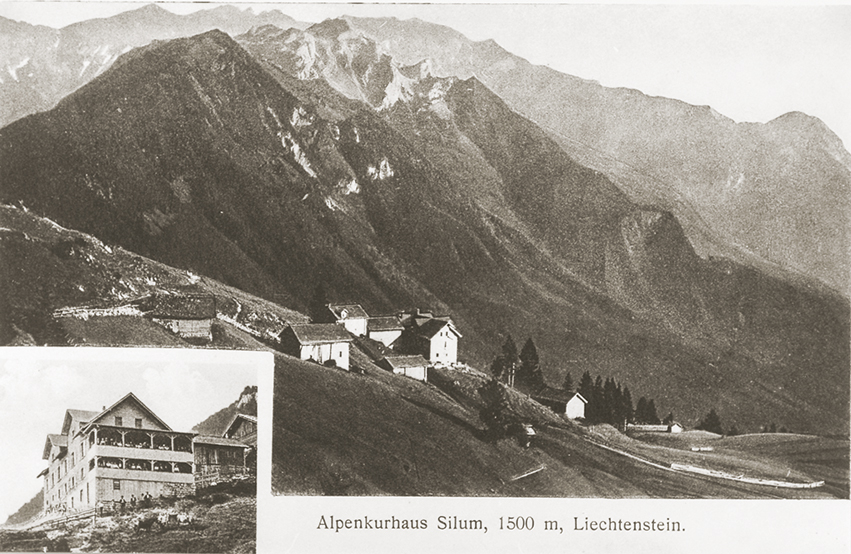
Alpenkurhaus Silum - Domizil der Bruderhöfer während der Liechtensteiner Jahre

Die Almbruderschaft (auch: Almbruderhöfer) bestand kurze Zeit vor dem Zweiten Weltkrieg als eine Siedlung von Bruderhöfern auf Silum (Triesenberg) im Fürstentum Liechtenstein.

## Geschichte
Die Almbruderschaft wurde von Bruderhöfern, die vom Hitlerregime vertrieben worden waren, gegründet. Sie hatten das Kurhaus, welches von 1914 bis 1919 durch den Triesner Franz Xaver Beck, Wirt des Gasthofs Schäfle, erbaut und 1920 eröffnet worden war in den 1930er Jahren gepachtet und dort 1934 den Almbruderhof gegründet und weitere Häuser für etwa 100 Personen gemietet. Sie bewirtschafteten den Boden und waren als Kunsthandwerker tätig. Bei der Landesausstellung 1934 wurden ihre Erzeugnisse, z. B. gedrechselte Schalen, Dosen, Leuchter aus Nussbaum- und Kirschenholz, ausgestellt.
Die Anwesenheit und Tätigkeit der Almbruderschaft gab in Liechtenstein zu vielen Diskussionen und Leserbriefen in der Bevölkerung Anlass und wurde teilweise sehr negativ beurteilt, wobei die staatlichen Stellen Zurückhaltung und Neutralität übten.
Diese Bruderhöfer wanderten nach wenigen Jahren, die letzten im März 1938, aus Liechtenstein über Grossbritannien und kurz nach Kriegsausbruch 1939 nach Paraguay aus und von dort Anfang der 1960er Jahre in die USA.